# Дзвінкий ретрофлексний апроксимант
Ретрофлексний апроксимант — приголосний звук, що існує в деяких мовах. У Міжнародному фонетичному алфавіті записується як ⟨ɻ⟩ (перегорнуте «r» із загнутим праворуч гачком). В українській мові цей звук передається на письмі літерою р.

## Назва
- Ретрофлексний апроксимант (англ. retroflex approximant)

## Властивості
Властивості ретрофлексного апроксиманта:
- Тип фонації — дзвінка, тобто голосові зв’язки вібрують від час вимови.
- Спосіб творення — апроксимант, тобто один артикулятор наближається до іншого, утворюючи щілину, але недостатньо вузьку для спричинення турбулентності.
- Місце творення — ретрофлексне, що прототипічно означає, що кінчик язика загинається вгору до твердого піднебіння.
- Це ротовий приголосний, тобто повітря виходить крізь рот.
- Це центральний приголосний, тобто повітря проходить над центральною частиною язика, а не по боках.
- Механізм передачі повітря — егресивний легеневий, тобто під час артикуляції повітря виштовхується крізь голосовий тракт з легенів, а не з гортані, чи з рота.

## Приклади
| Мова                    | Мова                    | Слово    | МФА      | Значення | Примітки                                                |
| ----------------------- | ----------------------- | -------- | -------- | -------- | ------------------------------------------------------- |
| англійська (США, діал.) | англійська (США, діал.) | red      | [ɻʷɛd]   | червоний | Див. англійська фонетика                                |
| китайська               | китайська               | 肉 / ròu | [ɻoʊ̯˥˩]  | м'ясо    | Інколи вимовляється як [ʐ] (ж). Див. китайська фонетика |
| малаялам                | малаялам                | വഴി       | [ʋɐɻi]   | шлях     |                                                         |
| пушту                   | пушту                   | سوړ      | [soɻ]    | холод    | Алофон /ɭ̆/. Див. фонетика пушту                         |
| тамільська              | тамільська              | தமிழ்      | [t̪əˈmɨɻ] | тамілець | Див. тамільська фонетика                                |
| фарерська               | фарерська               | hoyrdi   | [hɔiɻʈɛ] | чув      | Алофон /r/. Див. фарерська фонетика                     |